# فهرست کشورهای بدون فرودگاه
از بین ۱۹۷ کشور مستقل، تنها پنج کشور در درون مرزهای خود فرودگاه ندارند. همهٔ این کشورها در اروپا واقع شده‌اند و به‌جز موناکو، بقیه کشور محصور در خشکی بوده و همگی دارای بالگردگاه هستند.
| ردیف | کشور        | توضیحات |
| ---- | ----------- | --- |
| ۱    | آندورا      | هیچ فرودگاهی در آندورا وجود ندارد. فرودگاه‌های نزدیک به آن عبارتند از: فرودگاه ال لیدا-الگوآیره، فرودگاه بارسلونا، فرودگاه تولوز-بلانیاک و فرودگاه جیرونا-کاستا براوا. بر پایهٔ مساحت و جمعیت، آندورا بزرگترین کشور بدون فرودگاه است. اما این کشور دارای سه بالگردگاه است.                               |
| ۲    | لیختن‌اشتاین | لیختن‌اشتاین تنها دارای یک بالگردگاه در بالزرس است. نزدیک‌ترین فرودگاه‌ها به آن عبارتند از: فرودگاه سنت گالن-آلترنهاین در سوئیس و فرودگاه فریدریش هافن در آلمان که پروازهای محدودی دارند. نزدیک‌ترین فرودگاه بزرگ به لیختن‌اشتاین فرودگاه زوریخ در سوئیس است که سرویس قطار به بوک، سن‌گلان و سرگان نیز دارد. |
| ۳    | موناکو      | موناکو تنها یک بالگردگاه به‌نام بالگردگاه موناکو دارد. نزدیک‌ترین فرودگاه به موناکو، فرودگاه نیس کوت دازور در نیس، فرانسه است. |
| ۴    | سان مارینو  | سان مارینو تنها یک بالگردگاه و یک پروازگاه با باندی از جنس چمن و به‌طول ۶۸۰ متر دارد نزدیک‌ترین فرودگاه به سن مارینو فرودگاه فدریکو فلینی در ریمینی ایتالیا است. |
| ۵    | واتیکان     | نزدیک‌ترین فرودگاه به واتیکان فرودگاه چمپینو، رم است. از نظر فیزیکی، امکان ساخت فرودگاهی در مساحت 0.44km۲ امکان‌پذیر نیست. اما در سریر مقدس یک بالگردگاه به نام بالگردگاه واتیکان وجود دارد که برای بازدید مقامات رسمی از دولت‌شهر مورد استفاده قرار می‌گیرد.                                              |